# Gonomyia banksiana
Gonomyia banksiana är en tvåvingeart som beskrevs av Alexander 1924. Gonomyia banksiana ingår i släktet Gonomyia och familjen småharkrankar. Inga underarter finns listade i Catalogue of Life.